# Euophrys banksi
Euophrys banksi là một loài nhện trong họ Salticidae.
Loài này thuộc chi Euophrys. Euophrys banksi được Carl Friedrich Roewer miêu tả năm 1951.